# 陈求发
陈求发（1954年12月—），男，苗族，湖南城步人，中华人民共和国政治人物。中国共产党第十八、十九届中央委员。曾任辽宁省人民政府省长，中共辽宁省委书记，全国人大教育科学文化卫生委员会副主任委员等职务。现任中央第十七巡回指导组组长。

## 生平
陈求发生于城步苗族自治县茅坪镇。1973年3月参加工作，1974年9月加入中国共产党。早年为湖南省城步县联兴小学民办教师、学校负责人。1975年，入国防科技大学电子工程系雷达对抗专业学习。1978年毕业后，被分配到航天工业部一院十四所四室担任设计员。后历任航天工业部一院政治部组织处干事、院办秘书处秘书、政治部秘书处副处长，航天工业部一院二四厂厂办主任、副厂长、党总支书记，航空航天工业部一院政治部干部处处长，中国航天工业总公司一院办公室副主任，中国航天工业总公司人事劳动教育部副经理，中国航天工业总公司人事劳动教育局局长，国防科学技术工业委员会人事教育司司长，中央纪委驻国防科学技术工业委员会纪检组组长，国防科学技术工业委员会党组成员等职。2005年7月，担任国防科学技术工业委员会副主任。
2008年3月，任工业和信息化部副部长。同年8月，兼任国家原子能机构主任，国家国防科技工业局局长、党组书记。2010年7月，兼任国家航天局局长。
2013年1月，任湖南省政协主席、党组书记。
2015年5月，任中共辽宁省委副书记、辽宁省人民政府代理省长，同年6月正式当选为辽宁省人民政府省长。
2015年12月，被补选为第十二届全国人大代表。
2017年10月，任中共遼寧省委書記。
2018年2月，当选为第十三届全国人大代表。
2020年10月，不再担任中共辽宁省委书记，同月转任第十三届全国人民代表大会教育科学文化卫生委员会副主任委员。
2023年，出任中共中央第十七巡回指导组组长。